# Jana Rychterová
Jana Rychterová (* 27. května 1971 Strašice) je česká písničkářka, textařka, skladatelka. Pracuje jako redaktorka a moderátorka Českého rozhlasu Rádio Junior, moderuje Noční Mikrofórum na Českém rozhlase Dvojka. Věnuje se skládání písní pro děti a pedagogické činnosti.

## Biografie
Narodila se ve Strašicích (okr. Rokycany). Na lidové škole umění se věnovala hře na housle a na kontrabas.
S veřejným vystupováním začala v roce 2000, kdy sestavila vzdělávací hudební pásmo pro děti "Hrátky s češtinou", později "Hrátky s dopravní výchovou". Později se začala věnovat tvorbě šansonů, vystupovala s jazzovým orchestrem Hot and Sweet Orchestra Jiřího Suchého. V roce 2008 se stala spoluzakladatelkou vokálního dua Two Voices, které se věnuje interpretaci slavných maličkostí klasické hudby se svými autorskými texty. Za zmínku stojí například úprava skladby Šavlový tanec. V současné době vystupuje s Dájou Šimíčkovou.
Od roku 2018 vystupuje převážně sólově jako písničkářka s kytarou v doprovodu kapely jako Jana Rychterová a spol. (doprovod: Radim Linhart – klavír, Michal Žára – housle, Eva Šašinková – kontrabas). Zvítězila v soutěžích Folkparáda (ČRo), Notování 2020, Houpací kůň a Česká dvanáctka (ČRo Dvojka), kde se její píseň Argentinec stala hitem roku 2020. V počátku koronavirové pandemie v roce 2020 na sebe upozornila vtipným klipem k aktuální písni Víno, který měl na sociálních sítích více než milion zhlédnutí. Její píseň Argentinec se stal hitem roku v hitparádě Česká dvanáctka na Českém rozhlase Dvojka.
Jako autorka písní se podílela na televizním pořadu Cvičení s Méďou Sportíkem (ČT Déčko).
Věnuje se potápění a její velkou zálibou je jízda na motocyklu, na kterém skládá písně.
Její syn Toman Equilibre (Toman Rychtera ), (*1991) je rapper a parkourista, příležitostný herec (film Ani ve snu!), akrobat (In our hands, Laterna Magica)

## Diskografie

### Autorská alba
- Hrátky s češtinou a s dopravní výchovou (Ryjana, 2000)
- Po cestách soumraku (Ryjana, 2002)
- To je život (Lotos, 2005)
- Two Voices (Ryjana, 2008)
- Mrak (Ryjana, 2009)
- Two Voices Two (Ryjana, 2009)
- Two Voices Crazy Classic (Ryjana, 2012)
- Zpívací písničky 1 (Ryjana, 2013)
- Tak hraj (Ryjana, 2014)
- Zpívací písničky 2 (Ryjana, 2015)
- Dneska ještě můžem (Ryjana, 2019)